# Edward Grochowicz
Edward Grochowicz (sinh ngày 21 tháng 5 năm 1939 tại Warszawa, mất ngày 8 tháng 3 năm 2014)  là nhiếp ảnh gia Ba Lan.

## Cuộc đời và sự nghiệp
Edward Grochowicz tốt nghiệp trường Kỹ thuật Nhiếp ảnh ở Warszawa. Năm 1961, ông trở thành thành viên của nhóm Creative Group "Stodoła 60" (từ năm 1964 nhóm đổi tên là "Nhóm ST-60"). Ông làm Phó Chủ Tịch của Hiệp hội Nghệ sĩ Nhiếp ảnh Ba Lan, Chủ Tịch của Trường Cao đẳng Thẩm định tại Tòa thị chính Warszawa, Chủ Tịch hội đồng kháng nghị tại Bộ Văn hóa và Nghệ thuật, thành viên hội đồng chính sách và ủy ban học bổng tại Bộ Văn hóa và Nghệ thuật, là đồng sáng lập và là thành viên của Quỹ Văn hóa Ba Lan.
Edward Grochowicz đã tham gia hơn 200 cuộc triển lãm trong nước và quốc tế, trong đó có: Triển lãm Quốc tế lần thứ 2 về Nhiếp ảnh (Warszawa 1961), "Những nhà nhiếp ảnh tìm kiếm" (Warszawa 1971), Triển lãm Nhiếp ảnh Quốc gia về Phong cảnh Ba Lan X Biennale (Kielce 1987). Ông được Liên đoàn Nghệ thuật Nhiếp ảnh Quốc tế trao tặng các danh hiệu vinh dự: Nghệ sĩ FIAP (AFIAP) và FIAP Ưu tú (EFIAP).
Các bức ảnh do Edward Grochowicz chụp hiện đang được lưu trữ trong Kho lưu trữ của Trung tâm KARTA 